# Xinhai-revolutionen
1911-revolutionen, Xinhai-revolutionen eller Hsinhai-revolutionen (Kinesisk: 辛亥革命; Pinyin: Xīnhài Gémìng) var en republikansk revolution, der styrtede Kinas regerende Qing-dynasti. Revolutionen blev afslutningen på monarkiet som styreform hvilket Kina havde haft i 4000 år. Revolutionskrigen foregik fra 10. oktober 1911 og sluttede med oprettelsen af Republikken Kina den 12. februar 1912. Eftersom 1911 ifølge den kinesiske kalender er metalgrisens år, hvilket på kinesisk hedder Xinhai, så kaldes revolutionen også for Xinhai-revolutionen.
Den 10. oktober bliver fejret som nationaldag i Taiwan.

## Baggrund
Efter undertrykkelsen af Kang You-weis reformrørelse og tumulterne i forbindelse med bokseroprøret kom den kejserlige Qing-regering under hårdt pres for at gennemføre politiske reformer. Regeringens reformtiltag efter tronskiftet 1908 var dog henholdende og gav ikke indtryk af oprigtighed. Yuan Shi-kai blev afskediget fra alle sine embeder i januar 1909, og den længe i udsigt stillede rigsforsamling, som skulle forberede tilkomsten af en forfatning, som først åbnedes den 3. oktober 1910, kom snart i konflikt med regeringen, hvilken forgæves forsøgte at berolige reformtilhængerne ved at den 4. november samme år love at oprette et parlament inden for tre år.
Den brede befolkning var temmelig ligeglad med politiske spørgsmål, men gav regeringen skylden for den nød, som oversvømmelser og hungersnød havde forvoldt, samt for de øgede økonomiske byrder, som var blevet følgen af udbetalingerne af erstatninger for skader under bokseroprøret samt de udenlandske låns amortering. Regeringens åbenlyse magtesløshed mod udenlandsk indblanding forøgede des upopularitet, hvilken tillige hang sammen med, at dynastiet og de indflydelsesrige kredse omkring hoffet var af fremmed (manchuisk) herkomst.

## Revolutionens forløb
Styringen af modstanden mod regeringen tilfaldt i begyndelsen helt naturligt den af vesterlandske idéer stærkt påvirkede ungkinesiske rørelses mænd, idet disse havde formået at opbygge en ret stærk og smidig politisk organisation. Signalet til, at gæringen omsattes i udbrud af en revolution, blev givet ved en folkerejsning i staden Wuchang den 10. oktober 1911. De oprørske besatte arsenalet i Hanyang og massakrerede den fåtallige garnison af manchuriske tropper. Rørelsen spredte sig hastigt til de større stæder i provinserne Hunan og Hubei, og i sin nød tilbagekaldte regeringen den 14. oktober Yuan Shi-kai til Peking og gjorde ham til arméens øverstbefalende. Han blev i november også regeringsrådets præsident, vandt en del militære fremgange mod oprørerne og forsøgte siden ad forhandlingsvejen at få et forlig i stand, i begyndelsen på konstitutionelt monarkisk grundlag. Imidlertid vandt oprørerne tilslutning fra flere provinser og fra flåden samt dannede i Guangzhou en republikansk modregering. Regenten prins Chun lovede den 28. november at indkalde et parlament og proklamerede grundlinjer til en forfatning ("de 19 punkter"), men allerede den 6. december var han nødsaget til at gå af, og oprørerne udså den 31. december i Nanking den nys fra landflygtighed tilbagevendte doktor Sun Yat-sen til republikkens præsident fra årsskiftet.
Et kejserligt edikt fra den 28. december havde lovet at respektere det beslutning, som en nationalkonference skulle fatte om styrelsesformen, og opskræmte af et bombeattentat i Peking indså hofkredsen snart at monarkiet var fortabt. Gennem tre edikter af 12. februar 1912 afstod enkekejserinde Longyu i den mindreårige Xuantong-kejsers navn fra regeringsmagten, udtalte sig for indførelse af "en republikansk form for konstitutionel styrelse" og gav Yuan Shi-kai til opgave at organisere en provisorisk republikansk regering.
Sun Yat-sen trådte nu i enighedens interesse tilbage fra den ham tildelte præsidentpost, og Yuan Shi-kai valgtes den 17. februar af repræsentanter for 17 provinser til provisorisk præsident. Han indsattes den 16. marts, idet han svor at samle og forene "nationen af fem raser". Til provisorisk vicepræsident blev udnævnt Li Yuanhong. De radikale republikanere havde forestillet sig magtens tyngdepunkt i den nye republik henlagt til parlamentet, og i Nanking 11. marts 1912 proklameret en forfatning, "de 56 artikler", med dette mål.

## Yuan Shikais opstigning til magten
Yuan Shi-kai delte imidlertid ikke deres indstilling men stræbte i stedet efter at med alle midler (herunder angiveligt tillige ved bestikkelse og snigmord) at gøre centralregeringen enerådende. Valgene til det forfatningsgivende parlament blev udskudt til januar 1913. Parlamentet åbnedes den 8. april, og i dets to kamre var Sun Yat-sens Kuomintang påfaldende mandstærkt, dog uden at have majoritet. Yuan Shi-kai formåede imidlertid at gøre sig finansielt uafhængig af parlamentet ved den 25. april hos en gruppe udenlandske banker at optage "rekonstruktionslånet" på 25 millioner pound sterling. Parlamentet forsøgte forgæves at skaffe sig indflydelse på lånevilkårene, og de radikale fremkaldte i harme over Yuan Shi-kais egenrådighed uroligheder i det sydlige Kina, hvilke dog snart undertryktes med militær magt.
Forfatningsarbejdet gik langsomt, men fremmedes for de dele, som gjaldt præsidentens valg og embedstid, og efter, at disse var blevet vedtaget, valgtes 6. oktober samme år Yuan Shi-kai til præsident for fem år med Li Yuan-hong som vicepræsident. Japan anerkendte straks efter den nye republik, og de europæiske stormagter fulgte snart efter. Styrket gennem den tillid, som hans regering nød i udlandet, lammede Yuan Shi-kai parlamentet ved at den 4. november samme år udstøde Guomindang-partiets medlemmer af dette under henvisning til deres indblanding i sommerens revolutionære rørelser. Parlamentet var der efter ikke længere beslutningsdygtigt, og præsidenten rådførte sig så i stedet med et i november samme år oprettet centralt "forvaltningsråd" af pålidelige tilhængere; i januar 1914 opløstes parlamentet formelt.
En provisorisk ny forfatning proklameredes den 1. maj 1914 (udkastet til denne var forfattet af præsidentens juridiske rådgiver, den amerikanske professor, dr Goodnow), og den gav præsidenten næsten al magt, stillede ved hans side en statssekretær og reducerede de øvrige ministre til underordnede afdelingschefer. De under monarkiets sidste år oprettede provinsråd afskaffedes, og hele provinsstyrelsen koncentreredes hos militærguvernørerne. En ny lov om præsidentvalg fastlagde, at præsidenten ved sit embedes tiltræden skulle skriftligt anbefale tre mænd til mulige eftertrædere, at dette aktstykke siden forseglet skulle opbevares i et guldskrin og åbnes først ved valgs behov, hvor elektorer, udsete af parlamentets begge kamre, skulle foretage valget mellem de tre kandidater. Embedsperioden udstraktes til 10 år, og præsidenten kunne uden videre blive genvalgt, hvis 2/3 af senatet besluttede dette.